# Urso-pardo-do-alasca
O urso-pardo-do-alasca (Ursus arctos alascensis) é uma subespécie de urso-pardo encontrada no Alasca, descrita por Merriam em 1896. É uma das sete subespécies de urso-pardo que ainda habitam a América do Norte.